# Вендебург
Вендебург (нем. Wendeburg) — община в Германии, в земле Нижняя Саксония.
Входит в состав района Пайне. Население составляет 10 095 человек (на 31 декабря 2010 года). Занимает площадь 59,98 км².
Коммуна подразделяется на 8 сельских округов.
| Год  | Население |
| ---- | --------- |
| 1990 | 7 755     |
| 1995 | 8 487     |
| 2000 | 9 215     |
| 2005 | 10 019    |
| 2010 | 10 074    |